# Ulrich Thoden
Ulrich Thoden, född 16 maj 1973 i Münster-Hiltrup, är en tysk politiker från Vänsterpartiet. Han valdes in i den 21:a Tyska förbundsdagen på NRW:s delstatslista.

## Uppväxt och karriär
Efter examen från Ratsgymnasiet i Münster 1992 studerade Thoden katolsk teologi vid universitetet i Münster och tog examen med utmärkelse 1999. År 2005 följde det första statliga provet för gymnasielärare på nivå I/II och 2008 den andra statliga provet 2008. Från 2006 undervisade Thoden i engelska, latin, katolsk teologi och grekiska vid Canisianum Gymnasium i Lüdinghausen, där han även fungerade som klasslärare. Från 2017 fram till sitt inträde i den tyska förbundsdagen 2025 arbetade han som lärare vid Rheine Vocational i Steinfurt-distriktet, där han undervisade i engelska, latin, filosofi och katolsk religion.

## Politik
Thoden var politiskt engagerad redan under sin skoltid på Ratsgymnasiet i Münster, till exempel genom att delta i demonstrationer mot första Irakkriget 1991. År 2008 gick han med i SPD och 2016 kandiderade han inom partiet för att efterträda SPD- parlamentarikern Christoph Strässer från Münster. År 2018 gick han med i Vänsterpartiet, där han var talesperson för vänsterpartiets parlamentsgrupp i Münster från 2020 till 2024. År 2022 blev han biträdande talesperson för Die Linke NRW och 2023 delegat för NRW i partirådet.
Den 14 december 2024 ägde ett medlemsmöte rum där Thoden valdes som direktkandidat i valkrets 127 (Steinfurt III). Vid delstatsrepresentantmötet för Die Linke NRW den 11 januari 2025 tillkännagavs att han skulle kandidera till fjärde plats på delstatslistan för det federala valet 2025. I sin valkrets fick Die Linke 6,0 % av förstarösterna och 6,4 % av andrarlsterma.

## Facklig aktivitet
Förutom sitt politiska arbete är Thoden engagerad i utbildnings- och vetenskapsfacket (GEW). År 2017 valdes han för första gången till ordförande för GEW standsförening i Münster. I denna roll kämpar han för bättre arbetsvillkor inom utbildningssektorn och kritiserade, i samband med kampanjen ”Utbildningens byggarbetsplats”, ojämlika löner för lärare och krävde mer personal genom bättre löner och bättre arbetsvillkor.